# Valle del Rio dei Gamberi

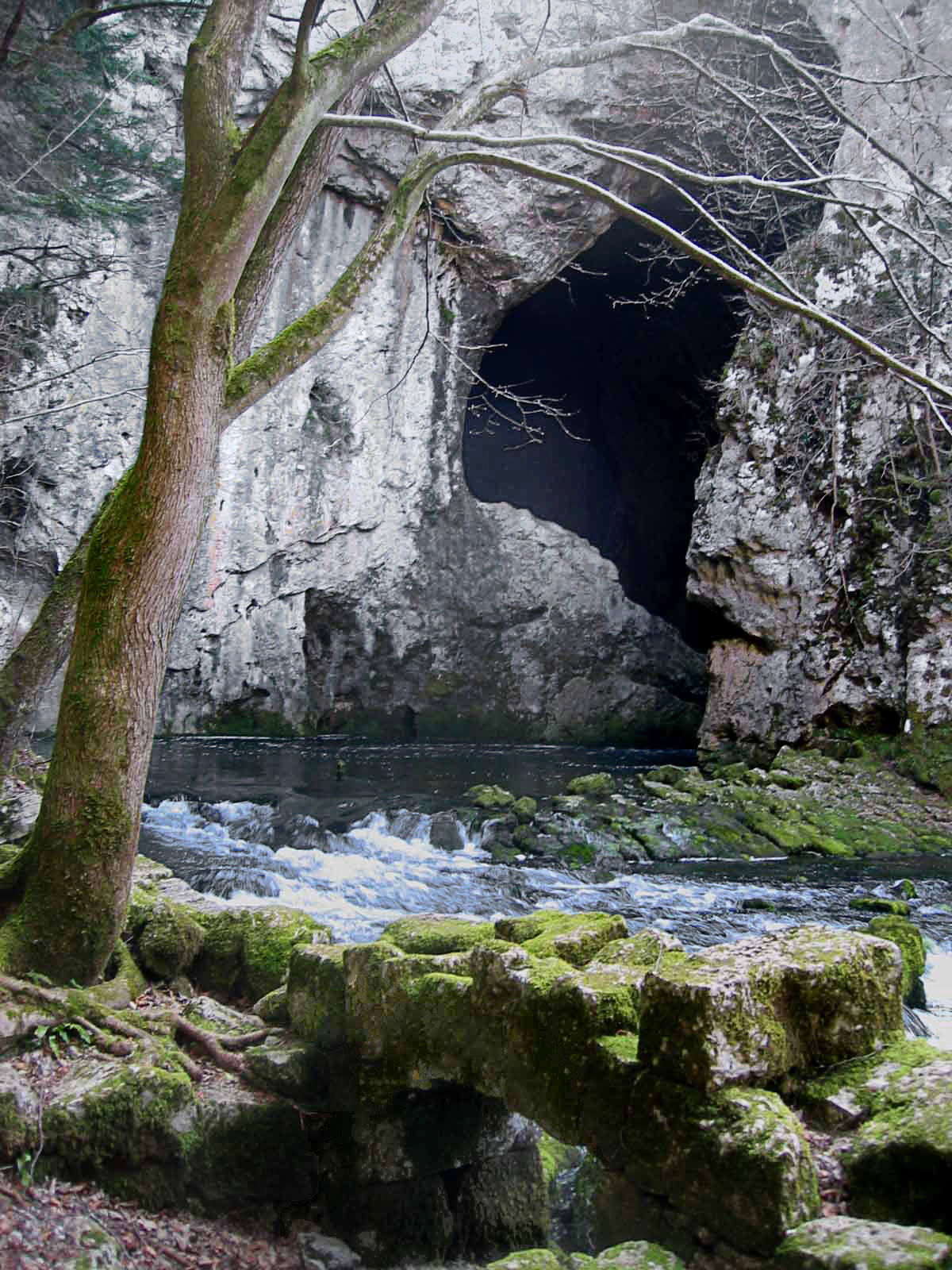
Segheria abbandonata vicino al rio dei Gamberi.

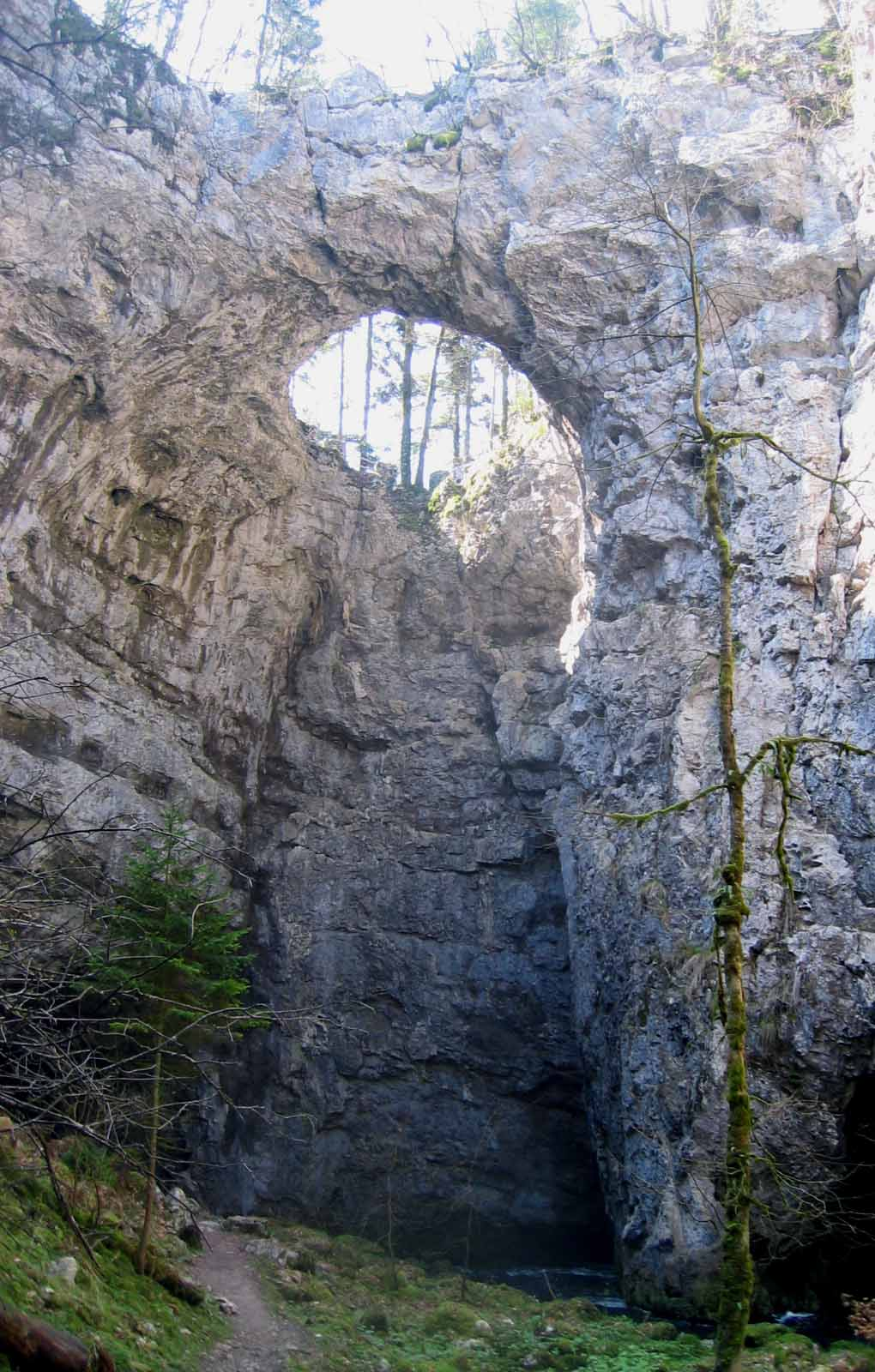
Piccolo ponte naturale.

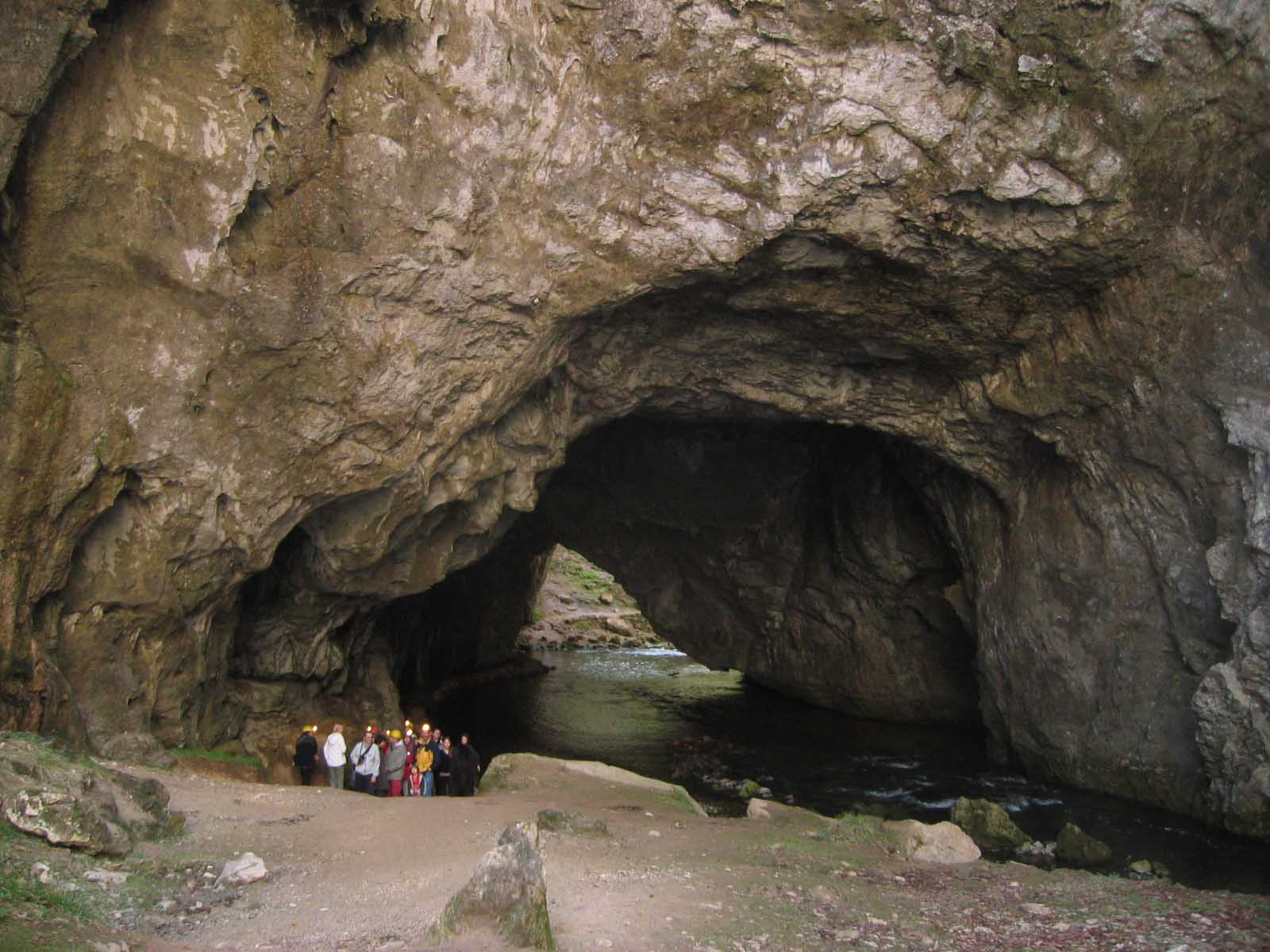
Grotta del Principe Ugo.

La valle del Rio dei Gamberi (in sloveno Rakov Škocjan), detta anche valle di San Canziano (per la presenza di una chiesa dedicata al santo di cui rimangono ormai solo delle rovine), è una valle carsica lunga alcuni chilometri, che prende il nome dal rio dei Gamberi che vi scorre (in sloveno rak = gambero). Si trova nell'omonimo insediamento del comune sloveno di Circonio a sud-est dell'autostrada A1 Postumia-Unza. Tra il 1920 e il 1947 la valle faceva parte del Regno d'Italia e si trovava al confine con la Jugoslavia.

## Parco naturale
La valle, un tempo di proprietà del principe di Windischgrätz, è stata protetta e inserita come parco naturale con decreto n. 595 del 29 agosto 1949, pubblicato sulla Gazzetta Ufficiale della Repubblica di Slovenia n. 27 del 6 settembre 1949.

## Origine della valle
Il calcare presente nella valle giustifica il comportamento carsico del terreno, che in seguito all'azione corrosiva delle piogge viene lentamente disciolto. In profondità tunnel e anfratti si trovano lungo la direttrice del flusso d'acqua che, nelle fasi di piena, può erodere il tetto delle caverne che attraversa facendone alla fine crollare la volta sotto il loro stesso peso, come accadde in un tempo remoto anche nella valle del Rio dei Gamberi.
Il rio dei Gamberi sgorga nelle grotte del Principe Ugo (Zelške jame) ad est della valle, ricevendo le acque dal lago intermittente di Circonio (Cerkniško jezero), mentre scompare in un sifone della grotta del Tessitore (Tkalca jama) e prosegue sottoterra verso la grotta di Planina dove, nella caverna denominata Confluenza, si incontra con le acque sotterranee del fiume Piuca dove nasce un nuovo fiume, l'Unza.
Lungo la valle va ricordata la presenza di due notevoli fenomeni naturali, due volte rocciose chiamate il Piccolo ponte naturale (Mali naravni most), attiguo alle sorgenti del rio dei Gamberi, ed il Grande ponte naturale (Veliki naravni most), vicino al punto in cui il rio si inabissa nella grotta del Tessitore; infine la grotta di Kebe (Kebetova jama).

## Curiosità
La grotta del Tessitore deve il suo nome a una leggenda già descritta dallo storico Valvasor nel Die Ehre des Herzogthums Krain (1689): "contadini ignoranti credono che le stalagmiti e le stalattiti della Grotta Skocjanske siano animali e uomini trasformati in pietra". La stalagmite al suo interno ricorda la figura di un tessitore accanto a un telaio.